# 야코 힌티카
카를로 야코 유하니 힌티카(핀란드어: Kaarlo Jaakko Juhani Hintikka, 1929년 1월 12일 ~ 2015년 8월 12일)는 핀란드의 철학자, 논리학자였다.
힌티카는 형식적 인식 논리와 논리에 대한 게임 의미론의 창시자로 간주된다. 그의 경력 초기에 그는 솔 크립키의 틀 의미론과 본질적으로 유사한 양상 논리의 의미론을 고안했으며 의미 체계 테이블을 발견했다. 그는 아리스토텔레스, 이마누엘 칸트, 루트비히 비트겐슈타인, 찰스 샌더스 퍼스에 대해 중요한 작업을 했다.

## 같이 보기
- 루돌프 카르나프
- 솔 크립키
- 찰스 샌더스 퍼스
- 윌러드 밴 오먼 콰인
- 알프레트 타르스키
- 루트비히 비트겐슈타인
- 신념 논리